# Lajos Hegyeshalmy

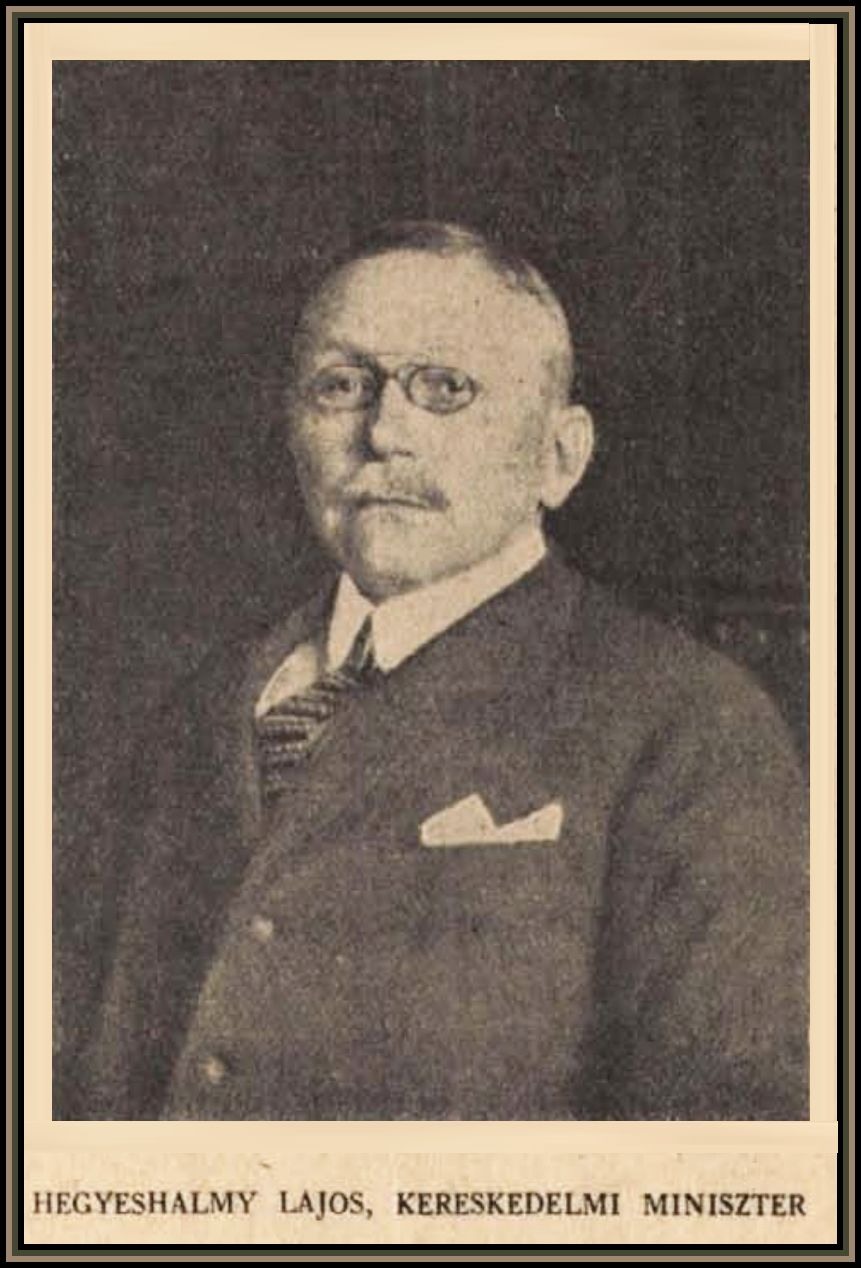
Lajos Hegyeshalmy, 1921

Lajos Hegyeshalmy von Hegyeshalom (* 21. Oktober 1862 als Lajos Fischer in Pest; † 7. März 1925 in Budapest) war ein ungarischer Politiker und Handelsminister (1920–22).

## Leben
Nach dem Jurastudium wurde Hegyeshalmy Generalsekretär der Ungarischen Landesbank, und später Beamter bei der ungarischen Postsparkasse und beim Landesstatistikbüro. Ab 1896 arbeitete er beim Handelsministerium und war von 1910 bis 1914 Vizepräsident der königlich ungarischen Staatsbahnen (MÁV). Vom 17. September bis 25. November 1919 sowie vom 16. Dezember 1920 bis 16. Juni 1922 war Hegyeshalmy Handelsminister und zusätzlich von 27. September bis 4. Oktober 1921 interimistischer Finanzminister im Kabinett von István Bethlen. Ab 1922 war Hegyeshalmy für den Wahlkreis Győr Abgeordneter der Nationalversammlung (nemzetgyűlés).